# Viola (Tennessee)
Viola is een plaats (town) in de Amerikaanse staat Tennessee, en valt bestuurlijk gezien onder Warren County.

## Demografie
Bij de volkstelling in 2000 werd het aantal inwoners vastgesteld op 129.
In 2006 is het aantal inwoners door het United States Census Bureau geschat op 133, een stijging van 4 (3,1%).

## Geografie
Volgens het United States Census Bureau beslaat de plaats een oppervlakte van
0,4 km², geheel bestaande uit land. Viola ligt op ongeveer 323 m boven zeeniveau.

## Plaatsen in de nabije omgeving
De onderstaande figuur toont nabijgelegen plaatsen in een straal van 24 km rond Viola.